# Hadrogryllacris magnifica
Hadrogryllacris magnifica är en insektsart som först beskrevs av Brunner von Wattenwyl 1888.  Hadrogryllacris magnifica ingår i släktet Hadrogryllacris och familjen Gryllacrididae.

## Underarter
Arten delas in i följande underarter:
- H. m. pallida
- H. m. magnifica